# Glynn R. Donaho
Glynn R. Donaho est un vice-amiral de l'United States Navy né le 25 mars 1905 à George (Texas) et mort le 26 mai 1986 à Sierra Vista (Arizona). Il est surtout connu pour ses exploits de commandant sous-marinier durant la Seconde Guerre mondiale, qui lui valent de recevoir quatre Navy Cross, deux Silver Star et une Bronze Star.

## Jeunesse
Donaho est né à George, dans l’État du Texas. He intègre l’Académie navale le 10 juillet 1923 dont il sort diplômé en 1927 avec le rang d’enseigne.

## Carrière militaire
La première affectation de Donaho fut à bord du cuirassé USS California (BB-44) de juillet 1927 à mai 1930 avant de suivre les cours de l’école de formation des sous-mariniers de la base navale de New London, Connecticut, de juin à décembre 1930.
Donaho sert comme navigateur à bord du sous-marin S-12 (SS-117) de décembre 1930 à mars 1933, du R-3 (SS-80) de mars 1933 à août 1934 puis du R-13 (SS-90) entre août 1934 et juin 1935. Il intègre ensuite, entre juin 1935 et mai 1937, la Naval Postgraduate School avant de servir dans l’état-major de la 4e escadrille sous-marine de juin 1937 à mai 1940 puis comme second à bord du R-14 (SS-91) de mai 1940 à novembre 1941.

### Deuxième guerre mondiale

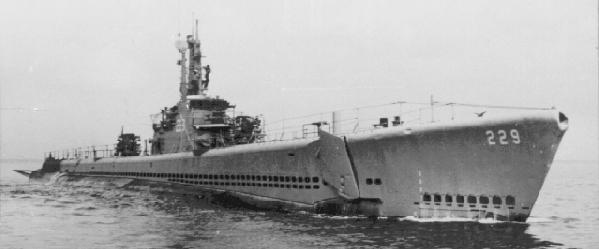
USS Flying Fish (SS-229)

Donaho pris le commandement du USS Flying Fish (SS-229) (en) durant son armement en novembre 1941. Il mena cinq patrouilles avec ce sous-marin durant la guerre du Pacifique au cours desquelles il coula quatre navires représentant 28 000 tonnes et en endommagea deux autres (12 620 tonnes). Il est promu au grade de lieutenant commander (capitaine de corvette) au début de l’année 1942 puis de commander (capitaine de frégate) en septembre de la même année.

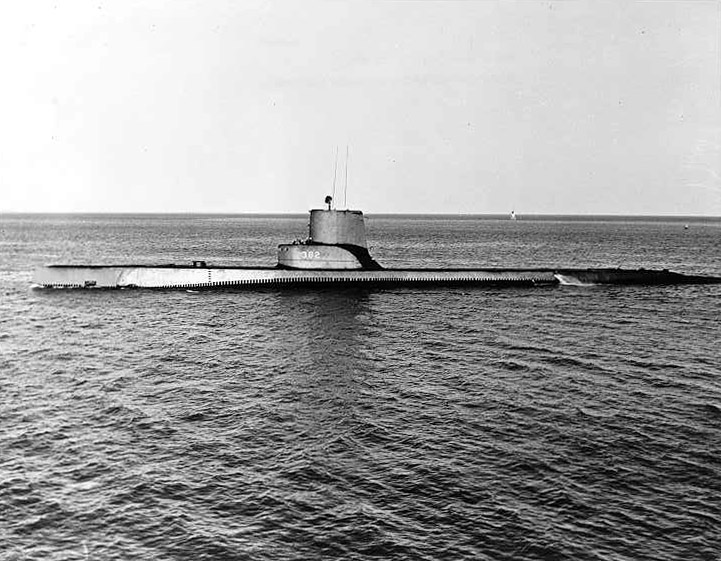
USS Picuda (SS-382)

En 1944, Donaho commanda la 222e division de sous-marins et le USS Picuda (SS-382) durant la troisième patrouille de ce sous-marin. Il a contribué au succès de 18 patrouilles qui débouchèrent sur la destruction d’environ 280 000 tonnes de navires et des dommages supplémentaires pour 80 000 tonnes. Entre octobre 1944 et mai 1945, il servit de nouveau avec le commandant de la 222e division puis comme officier des opérations de la 1re escadre de cuirassés de mai à octobre 1945